# Hospital Virgen del Rocío (métro de Séville)
Hospital Virgen del Rocío est une future station de la ligne 3 du métro de Séville. Elle sera située sous l'avenue Manuel-Siurot, dans le district de Bellavista–La Palmera, à Séville.

## Situation sur le réseau
Établie en souterrain, Hospital Virgen del Rocío sera une station de passage de la ligne 3 du métro de Séville. Elle sera située après Manuel Siurot, en direction du terminus nord de Pino Montano Norte, et avant Heliópolis, en direction du terminus sud de Hospital de Valme.

## Histoire
L'emplacement de la station est présenté au public le 26 juin 2020, lors de l'annonce de l'attribution du marché public de mise à jour des études et du plan d'exécution du tronçon sud de la ligne 3.

## À proximité
La station dessert les hôpitaux universitaires Virgen del Rocío.